# ピグ

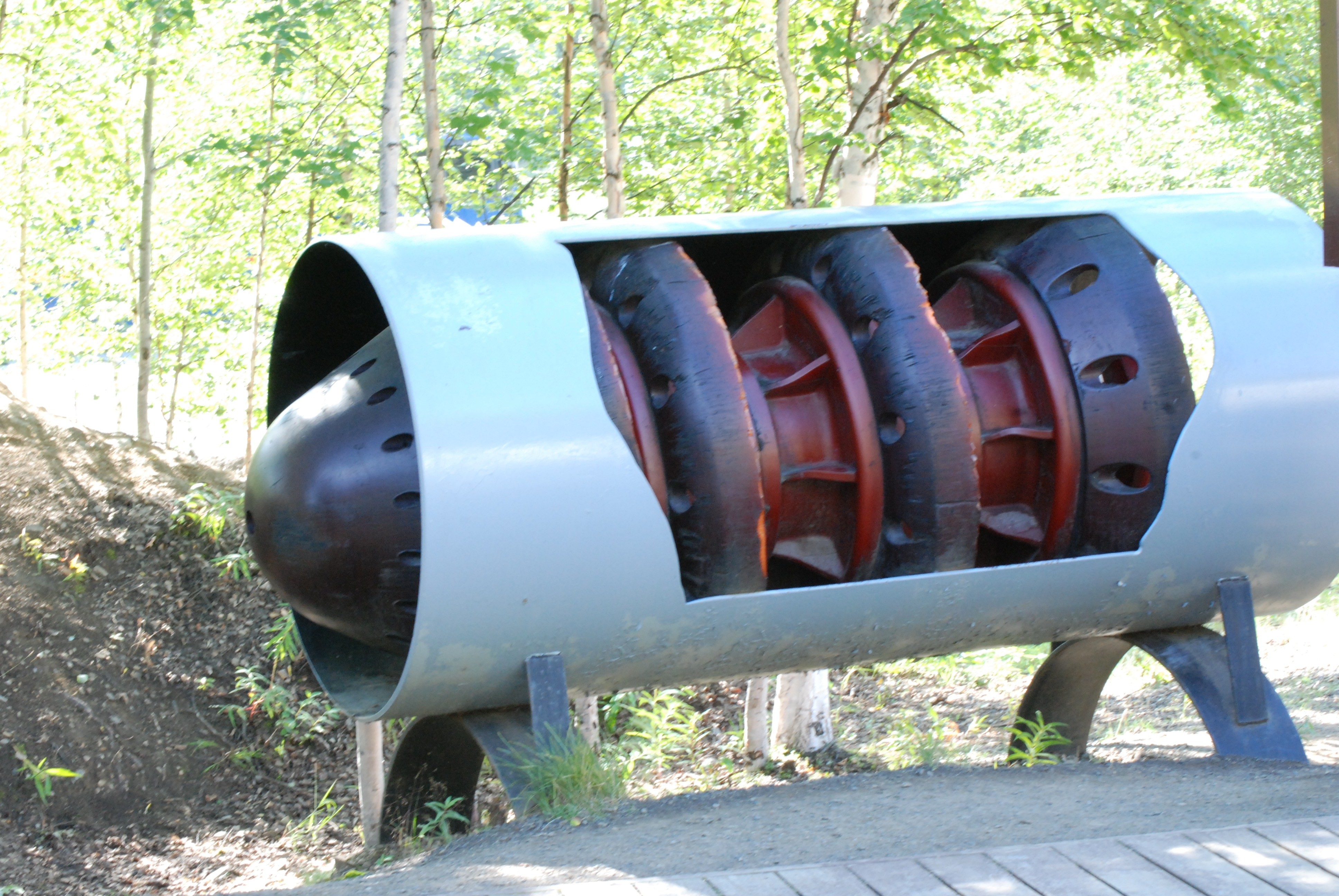
展示されるピグとパイプ

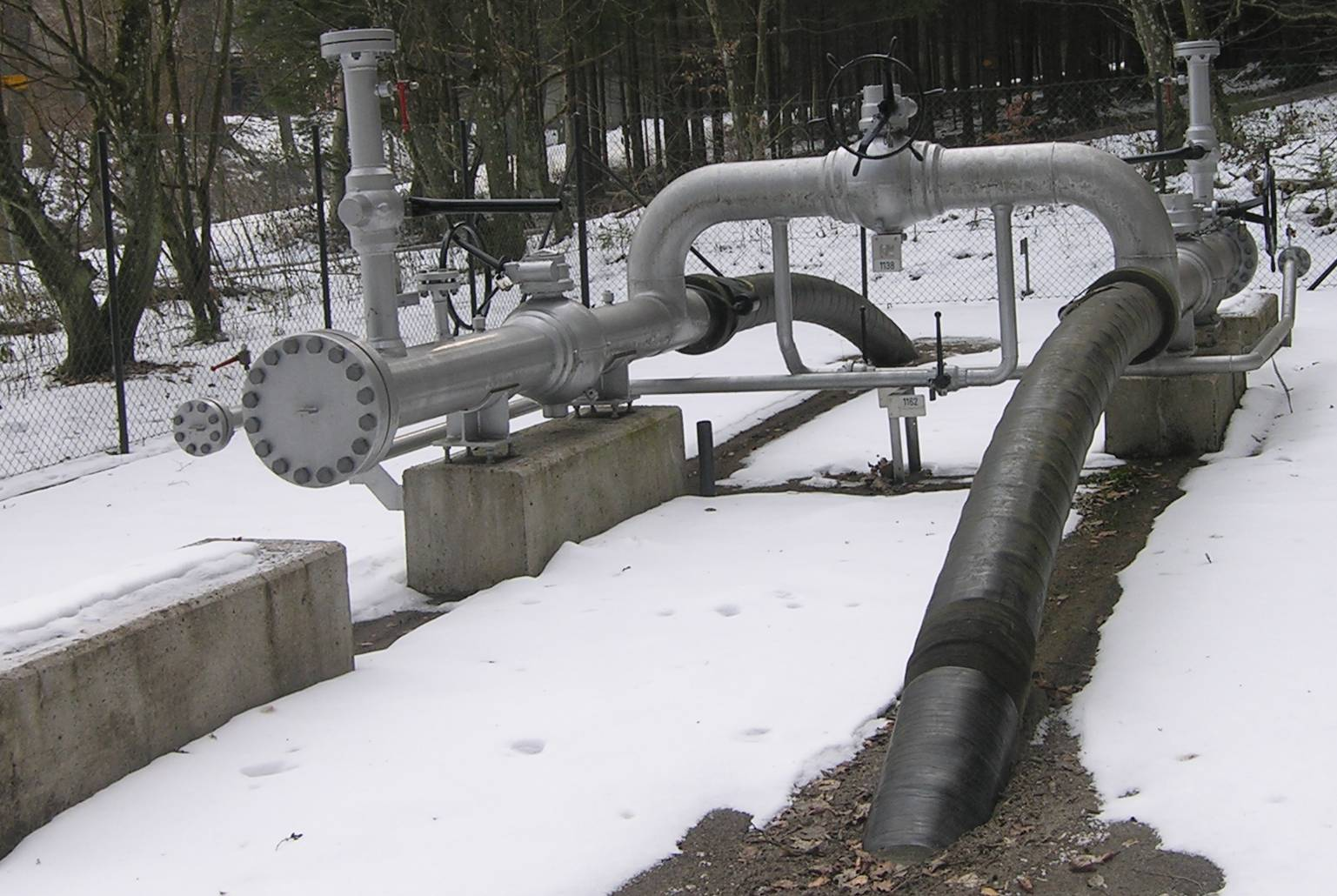
ピグ送出・回収基地

ピグ(pig)は、管内を通過させて内部のメンテナンスや清掃などを行うための機械のこと。目的や対象となる管によって様々な形状のものがあるが、典型的なものは先端に丸みのある筒状で、その直径は管の内径よりもわずかに小さい。
ピグは管内を移動しながら内壁に付着した堆積物の除去、残留液の排出、内部損傷状態の検査、内面塗装等の作業を実施する。構成によっては、パイプラインの流れを止めずにピグを通すことも可能である。
ピグの駆動には気圧や水圧を用い、複雑に屈曲した管に適用することができる。磁力によって管外からピグを制御する方式もある。
「ピグ」という名称の由来については、管内を通過する際に豚の鳴き声のような音を響かせるから、あるいはピグの形状が豚に似ているからなどの諸説がある。PIGのバクロニムとして "Pipeline Inspection Gauge" （管路検査ゲージ）や "Pipeline Intervention Gadget" （管路介入ガジェット）が考案されている。